# Régis Rey
Pour les articles homonymes, voir Rey.
Régis Rey, né le 8 avril 1929 à Chamonix-Mont-Blanc et mort le 6 avril 2022 à Sallanches, est un sauteur à ski français.

## Biographie
Régis a été directeur de l'ESF des Contamines Montjoie dans les années 1950. Il est resté moniteur de ski (médaille numéro 509) bien après l'âge de la retraite. Il a fait partie de l'équipe de France de 1951 à 1956, et a été international de saut à ski.

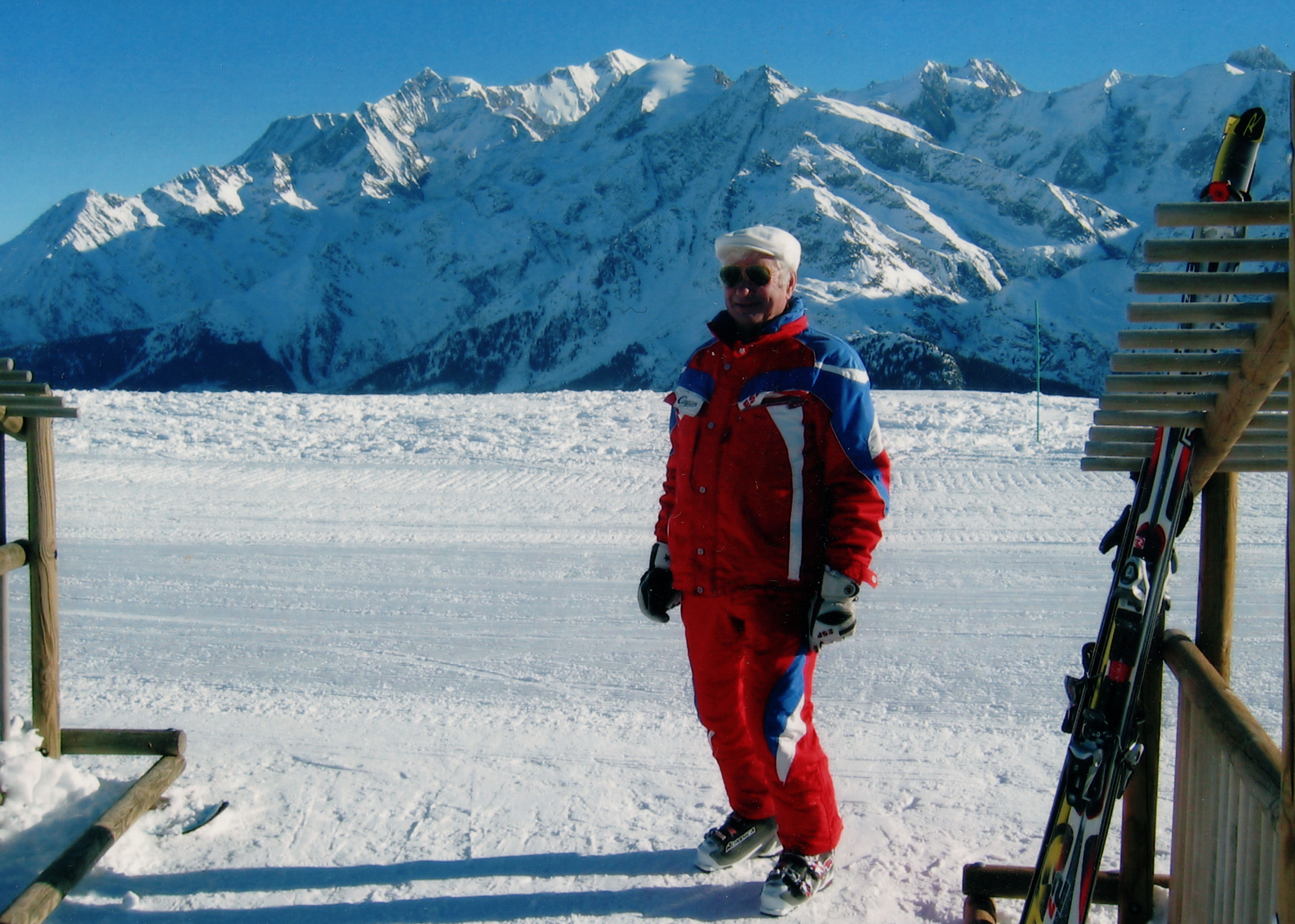
Régis Rey à l'ESF des Contamines Montjoie
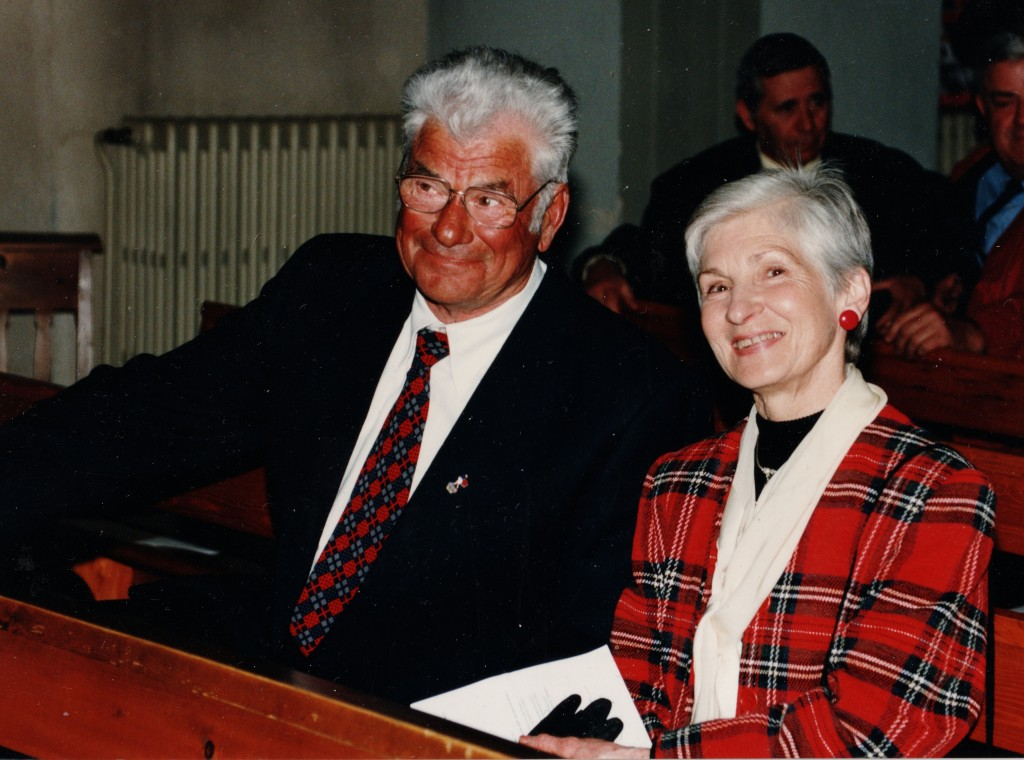
Régis Rey et son épouse claudette en 1998

## Carrière sportive
- 1950 - Championnat international des troupes d'occupation en Autriche
  - 1er en saut - 2e en Slalom - 2e en descente
- 1952 - Jeux olympiques d'Oslo en Norvège (38e)
- 1953 - Champion de France à Autrans
- 1954 - Championnat du monde à Falun (Suède)
- 1955 - Champion de France
- 1955 - Record de France avec un saut de 110m à Oberstdorf qu'il garde 10 ans. Ce record est repris par son frère Robert Rey avec 129m à Oberstdorf (qu'il garde pendant 17 ans).
- 1956 - Jeux olympiques de Cortina d'Ampezzo en Italie (48e)